# デイン・セント・クレア
デイン・セント・クレア (Dayne St. Clair)、1997年5月9日 - ）は、カナダ・ピカリング出身のプロサッカー選手。カナダ代表。ミネソタ・ユナイテッドFC所属。ポジションは、ゴールキーパー。

## 経歴

### キャリア初期
2014年と2015年にリーグ1・オンタリオのヴォーン・アズーリでプレーした。
2016年、USLリーグ2のK-WユナイテッドFCで14試合に出場した。
2018年、ニューヨーク・レッドブルズのU-23のチームでプレーしていた。

### ミネソタ・ユナイテッドFC
2019年1月11日、MLSスーパードラフトでミネソタ・ユナイテッドFCから全体7番目にドラフトされた。
2019年4月、ミネソタのUSL傘下クラブ、フォワード・マディソンFCに期限付き移籍をした。
2020年2月、USLチャンピオンシップのサンアントニオFCに期限付き移籍することが発表された。
2020年8月15日、ミネソタ・ユナイテッドFCに戻り、レギュラーシーズンの最後の13試合と2020年のMLSカップ・プレーオフの3試合に出場し、8回のクリーンシートを記録した。 
2021年シーズン終了後、2024年シーズンの終わりまで、2025年のクラブオプション付きでミネソタユナイテッドの3年間の契約延長をした。

### 代表
2021年6月5日、カナダ代表デビューし、アルバ代表に7-0で勝利した。
同年7月1日、2021 CONCACAFゴールドカップのカナダ代表メンバーに選ばれた。

## 人物
カナダでトリニダード・トバゴ人の父とカナダ系スコットランド人の母の間に生まれた。

## 代表歴

### 出場大会
- カナダ代表
  - 2022 FIFAワールドカップ

### 試合数
- 国際Aマッチ 4試合 0得点（2021年-）[10]

| カナダ代表 | 国際Aマッチ | 国際Aマッチ |
| 年         | 出場        | 得点        |
| ---------- | ----------- | ----------- |
| 2021       | 1           | 0           |
| 2022       | 1           | 0           |
| 2023       | 2           | 0           |
| 2024       |             |             |
| 通算       | 4           | 0           |

## タイトル

### 個人
- MLSオールスター： 2022
- MLSオールスターゲーム・MVP： 2022